# Ceratoglanis
Ceratoglanis es un género de peces actinopeterigios de agua dulce, distribuidos por ríos y lagos de Asia.

## Especies
Existen solamente dos especies reconocidas en este género:
- Ceratoglanis pachynema Ng, 1999
- Ceratoglanis scleronema (Bleeker, 1862)